# Lijst van nummer 1-hits in de UK Singles Chart in 1966
Deze hits stonden in 1966 op nummer 1 in de UK Singles Chart:
| Datum        | Artiest                          | Titel                             |
| ------------ | -------------------------------- | --------------------------------- |
| 1 januari    | The Beatles                      | Day tripper / We can work it out  |
| 8 januari    | The Beatles                      | Day tripper / We can work it out  |
| 15 januari   | The Beatles                      | Day tripper / We can work it out  |
| 22 januari   | The Spencer Davis Group          | Keep on running                   |
| 29 januari   | The Overlanders                  | Michelle                          |
| 5 februari   | The Overlanders                  | Michelle                          |
| 12 februari  | The Overlanders                  | Michelle                          |
| 19 februari  | Nancy Sinatra                    | These boots are made for walkin'  |
| 26 februari  | Nancy Sinatra                    | These boots are made for walkin'  |
| 5 maart      | Nancy Sinatra                    | These boots are made for walkin'  |
| 12 maart     | Nancy Sinatra                    | These boots are made for walkin'  |
| 19 maart     | The Walker Brothers              | The sun ain't gonna shine anymore |
| 26 maart     | The Walker Brothers              | The sun ain't gonna shine anymore |
| 2 april      | The Walker Brothers              | The sun ain't gonna shine anymore |
| 9 april      | The Walker Brothers              | The sun ain't gonna shine anymore |
| 16 april     | The Spencer Davis Group          | Somebody help me                  |
| 23 april     | The Spencer Davis Group          | Somebody help me                  |
| 30 april     | Dusty Springfield                | You don't have to say you love me |
| 7 mei        | Manfred Mann                     | Pretty flamingo                   |
| 14 mei       | Manfred Mann                     | Pretty flamingo                   |
| 21 mei       | Manfred Mann                     | Pretty flamingo                   |
| 28 mei       | The Rolling Stones               | Paint it, black                   |
| 4 juni       | Frank Sinatra                    | Strangers in the night            |
| 11 juni      | Frank Sinatra                    | Strangers in the night            |
| 18 juni      | Frank Sinatra                    | Strangers in the night            |
| 25 juni      | The Beatles                      | Paperback writer                  |
| 2 juli       | The Beatles                      | Paperback writer                  |
| 9 juli       | The Kinks                        | Sunny afternoon                   |
| 16 juli      | The Kinks                        | Sunny afternoon                   |
| 23 juli      | Georgie Fame & the Blue Flames   | Get away                          |
| 30 juli      | Chris Farlowe & the Thunderbirds | Out of time                       |
| 6 augustus   | The Troggs                       | With a girl like you              |
| 13 augustus  | The Troggs                       | With a girl like you              |
| 20 augustus  | The Beatles                      | Yellow submarine / Eleanor Rigby  |
| 27 augustus  | The Beatles                      | Yellow submarine / Eleanor Rigby  |
| 3 september  | The Beatles                      | Yellow submarine / Eleanor Rigby  |
| 10 september | The Beatles                      | Yellow submarine / Eleanor Rigby  |
| 17 september | The Small Faces                  | All or nothing                    |
| 24 september | Jim Reeves                       | Distant drums                     |
| 1 oktober    | Jim Reeves                       | Distant drums                     |
| 8 oktober    | Jim Reeves                       | Distant drums                     |
| 15 oktober   | Jim Reeves                       | Distant drums                     |
| 22 oktober   | Jim Reeves                       | Distant drums                     |
| 29 oktober   | The Four Tops                    | Reach out I'll be there           |
| 5 november   | The Four Tops                    | Reach out I'll be there           |
| 12 november  | The Four Tops                    | Reach out I'll be there           |
| 19 november  | The Beach Boys                   | Good vibrations                   |
| 26 november  | The Beach Boys                   | Good vibrations                   |
| 3 december   | Tom Jones                        | Green, green grass of home        |
| 10 december  | Tom Jones                        | Green, green grass of home        |
| 17 december  | Tom Jones                        | Green, green grass of home        |
| 24 december  | Tom Jones                        | Green, green grass of home        |
| 31 december  | Tom Jones                        | Green, green grass of home        |

1952 ·
1953 ·
1954 ·
1955 ·
1956 ·
1957 ·
1958 ·
1959 ·
1960 ·
1961 ·
1962 ·
1963 ·
1964 ·
1965 ·
1966 ·
1967 ·
1968 ·
1969 ·
1970 ·
1971 ·
1972 ·
1973 ·
1974 ·
1975 ·
1976 ·
1977 ·
1978 ·
1979 ·
1980 ·
1981 ·
1982 ·
1983 ·
1984 ·
1985 ·
1986 ·
1987 ·
1988 ·
1989 ·
1990 ·
1991 ·
1992 ·
1993 ·
1994 ·
1995 ·
1996 ·
1997 ·
1998 ·
1999 ·
2000 ·
2001 ·
2002 ·
2003 ·
2004 ·
2005 ·
2006 ·
2007 ·
2008 ·
2009 ·
2010 ·
2011 ·
2012 ·
2013 ·
2014 ·
2015 ·
2016 ·
2017 ·
2018 ·
2019 ·
2020 ·
2021
- Nederland (Top 40)
- Duitsland
- Verenigd Koninkrijk
- Verenigde Staten (Hot 100)